# Cortijo de las Mezquitas

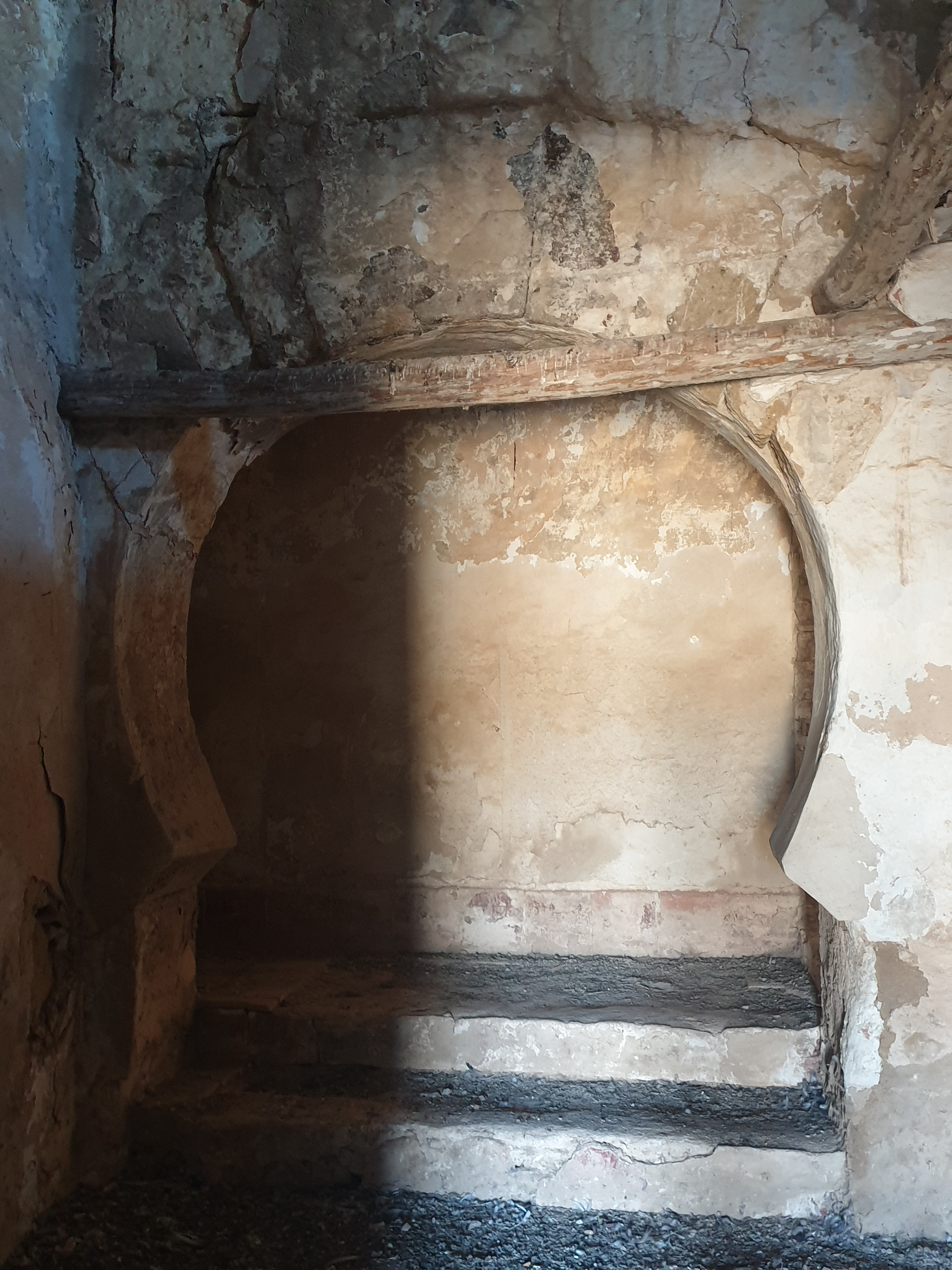
Arco islámico de una de las naves de la mezquita embutida dentro del cortijo.

El cortijo de las Mezquitas es en realidad una antigua mezquita realizada durante el gobierno del emir y califa cordobés Abderramán III durante el siglo X que fue reconvertida en un cortijo andaluz a partir de 1552. Se encuentra situado entre los municipios de Antequera, Campillos y Sierra de Yeguas, en la provincia de Málaga, España. Es considerada como la mezquita rural más grande de España, con una capacidad para 700 personas, por lo que fue inscrita como Bien de Interés Cultural en 2008.

## Historia
Aunque hay diversas hipótesis sobre la construcción de la mezquita en un lugar tan despoblado, el doctor en Historia Medieval de la Universidad de Málaga Virgilio Martínez Enamorado defiende que su clara cercanía a Bobastro (13 kilómetros), sede del rebelde Omar ibn Hafsún, enemistado con el Califato cordobés, pudo ser una de las razones para construir una nueva ciudad como bloque de contención. La aniquilación de esta amenaza antes de lo previsto, podría haber hecho variar los planes de Abderramán III, por lo que construyó su ciudad califal más cerca de Córdoba, en lo que sería Medina Azahara, quedando aquí únicamente una mezquita. Virgilio Martínez también acepta la denominación de "Mezquita de Lamaya", ya que la identifica en un texto islámico:

[Abderramán III] Se volvió contra la ciudad extraviada de Bobastro, acampando de nuevo cerca de ella por la parte de Lamaya y, viendo que los contrabaluartes eran la cosa más dañina contra los prevaricadores, ordenó fortificar allí una vieja peña llamada al-Madina (...) en una posición desde la que dominaba todos los caminos de la ciudad del maldito (...). En aquel lugar estuvo siete días hasta completar aquello, sin dejar a los prevaricadores respiro ni recurso, hostigando al maldito Hafs y a los suyos de Bobastro.
Ibn Hayyan

El especialista en arquitectura andalusí Pedro Gurriarán ha datado una primera fase a finales del siglo IX con materiales de acarreo de época romana, mientras que una segunda fase se encuentra datada a principios del siglo X con sillares provenientes de talleres cordobeses.
Lo más probable es que la mezquita quedó abandonada tras la conquista cristiana de la zona, en torno a 1241 cuando Fernando III el Santo tomó Estepa, construyéndose un cortijo de tipo andaluz a partir de 1552 que ha ido embutiendo el antiguo templo islámico. La denominación de "Cortijo de las Mezquitas" ya daba indicios de su origen desde 1854. Durante los siglos XIX y XX el cortijo se fue ampliando, con la construcción de un nuevo patio, cuadras y viviendas hasta su abandono definitivo en 1984.

### Descubrimiento
No fue hasta 2006 cuando el historiador Carlos Gozalbes Cravioto descubrió los arcos de herradura embutidos dentro del cortijo, propiedad de José María Alcalde. Ese mismo año se publicó el primer artículo para darlo a conocer, por lo que la Junta de Andalucía lo inscribió como Bien de Interés Cultural el 30 de diciembre de 2008 para protegerlo en la categoría de Monumento. Aunque en 2006 Carlos Gozalbes dató el edificio de finales del siglo X o principios del XI, las investigaciones arqueológicas realizadas entre 2017 y 2018 por Pedro Gurriarán Daza, arquitecto, y María de los Ángeles Utrero Agudo, arqueóloga del CSIC, probaron que su datación es de un siglo anterior.
Durante una tormenta en octubre de 2018 el techo fue derribado, por lo que se decidió ubicar una techumbre de uralita temporal.

## Descripción
En líneas generales, la mezquita ubicada en el actual cortijo era un espectacular asentamiento constituido por una mezquita, su patio y un potente muro rodeando todo el perímetro. Estas investigaciones pusieron en evidencia la existencia de un edificio de tres naves, separadas por pilares, cuyos muros aún conservan los contrafuertes, de 40 o 50 centímetros de ancho por 5,10 metros de altura, coronados por canecillos, ofreciendo una imagen potente, cerrada al exterior y completamente desornamentada, característica de la arquitectura medieval y especialmente de la islámica.
A nivel artístico hay que señalar la presencia de un importante número de arcos de herraduras en diferentes partes del inmueble y muy especialmente en lo que podría considerarse el acceso al haram, compuesto por una serie de naves en las que se ha utilizado un tipo de arcos semejantes a los que podemos encontrar en mezquitas como la Mezquita-catedral de Córdoba o la de Madinat al Zahra. Otro elemento que define la monumentalidad espacial de esta mezquita es su patio o sahn, formado por un cuadrado casi perfecto de 28,25 metros de lado que indica la importancia que pudo tener este inmueble religioso en ese enclave rural.
La mezquita consta de dos partes claramente diferenciadas: el sahn y el haram. El primero presenta una estructura cuadrangular de aproximadamente 30 metros, construida en mampostería, que delimita el espacio del patio y donde posiblemente estaría ubicada la sabil o fuente de las abluciones. El haram estaría definido mediante tres naves paralelas y transversales al muro de la quibla y por otras ocho naves perpendiculares a dicho muro, habiéndose conservado algunos de los arcos de herradura de separación de las naves, así como parte del alfiz que enmarca el vano de acceso al patio.
En cuanto a los materiales empleados hay que señalar la piedra y los sillares de cantería cortados a escuadra, la mayoría de ellos reaprovechados del yacimiento romano sito en las inmediaciones, siguiendo la pauta, bastante común en la cultura árabe, en cuanto a su adaptación a un espacio dado y al reaprovechamiento de materiales, aunque también es de resaltar la utilización para la construcción de los contrafuertes de sillares de nueva factura, cortados a escuadra y unidos por una capa de argamasa de poco espesor en los que alternan hiladas a soga y tizón, predominando sobre todo las primeras. Destacan en el conjunto la sencillez de los pilares y en el exterior la potencialidad del muro y de los contrafuertes.

## Interés etnológico
Desde el punto de vista etnológico hay que destacar su valor como ejemplo de las variantes morfológicas que se producen dentro de una tipología constructiva tan andaluza como el cortijo, tanto más importante por cuanto la evolución de la estructura socioeconómica andaluza es imposible de analizar sin hacer referencia a las múltiples implicaciones de este tipo de explotaciones agrarias. En este sentido, la presencia del Cortijo de las Mezquitas constituye uno de los ejemplos más nítidos y didácticos de la concreción de un modelo de gestión, control y explotación del territorio, que hundiendo sus raíces mucho antes de la conquista cristiana llega hasta nuestros días desplegando ante nuestros ojos la evolución histórica del mismo.